# Valutazione ambientale
Valutazione Ambientale è una rivista periodica semestrale italiana, redatta a cura della AAA - Associazione Analisti Ambientali e pubblicata da EdicomEdizioni
Viene inviata agli abbonati (persone fisiche ed Enti) e ai soci della AAA, oltre ad essere distribuita a livello nazionale nelle principali librerie specializzate ed in quelle universitarie.

## Caratteristiche della rivista
Valutazione Ambientale è nata nel 2002 con lo scopo di sviluppare le tematiche attinenti alla valutazione ambientale sotto una triplice chiave : 
- l'interesse metodologico;
- la trasversalità rispetto ai differenti strumenti di governo che necessitano di valutazioni in materia di ambiente (Valutazione d'Impatto Ambientale, Valutazione Ambientale Strategica, l'Integrated Pollution Prevention and Control, pianificazione territoriale, Linee guida, buone pratiche, ecc.);
- l'interdisciplinarità come regola operativa.

La rivista è di carattere scientifico-divulgativo e si struttura in tre sezioni:
- la prima è costituita da contributi teorici, da riflessioni metodologiche e da casi concreti che rivestano interesse generale;
- la seconda (il "Dossier") è rappresentata dalla trattazione di uno specifico argomento monografico avente di volta in volta un curatore competente della materia;
- la terza raccoglie rubriche informative, articoli sintetici, recensioni e news.

Alla rivista collaborano le Università e gli Istituti di Ricerca, le società specializzate ed i professionisti che si trovano ad affrontare la complessità dei casi concreti ed infine i funzionari di ministeri, le Regioni e gli enti locali che svolgono un lavoro di salvaguardia del territorio.
Il Direttore scientifico della rivista è Sergio Malcevschi ed il Direttore Responsabile è Pietro Cordara.

## I Dossier
I Dossier che hanno caratterizzato i numeri della rivista dalla fondazione ad oggi sono i seguenti:
- n. 1/2002: IL PAESAGGIO
- n. 2/2002: AGENDA 21 LOCALE
- n. 3/2003: VAS VALUTAZIONE AMBIENTALE STRATEGICA
- n. 4/2003: TERRITORIO E CERTIFICAZIONE AMBIENTALE
- n. 5/2004: INDICATORI PER LA VALUTAZIONE AMBIENTALE
- n. 6/2004: CONTABILITÀ AMBIENTALE
- n. 7/2005: PARTECIPAZIONE E COMUNICAZIONE AMBIENTALE
- n. 8/2005: AMBIENTE URBANO
- n. 9/2006: MONITORAGGIO AMBIENTALE
- n.10/2006: AMBIENTE RURALE
- n.11/2007: VALUTATORE AMBIENTALE
- n.12/2007: ACQUE E TERRITORIO
- n.13/2008: VALUTAZIONE DI INCIDENZA
- n.14/2008: AMBIENTE E PAESAGGIO
- n.15/2009: ENERGIA E TERRITORIO
- n.16/2009: IMPATTI E INDICATORI SOCIALI
- n.17/2010: I CONFINI DELLA VAS
- n.18/2010: COMPENSAZIONE AMBIENTALE
- n.19/2011: LINEE GUIDA PER LA VALUTAZIONE AMBIENTALE
- n.20/2011: PRINCIPIO DI PRECAUZIONE
- n.21/2012: AREE TUTELATE E PROTETTE – 1° PARTE
- n.22/2012: AREE TUTELATE E PROTETTE – 2° PARTE
- n.23/2013: LA VALUTAZIONE DELLA GREEN ECONOMY
- n.24/2013: BUONE PRATICHE PER LE INFRASTRUTTURE VERDI